# Phyllophaga peruana
Phyllophaga peruana är en skalbaggsart som beskrevs av Moser 1918. Phyllophaga peruana ingår i släktet Phyllophaga och familjen Melolonthidae. Inga underarter finns listade i Catalogue of Life.